# Pomorskie Towarzystwo Muzyczne
Pomorskie Towarzystwo Muzyczne – stowarzyszenie, którego celem jest upowszechnianie kultury muzycznej i edukacji artystycznej w Toruniu oraz w regionie. Stowarzyszenie przez 100 lat swojej działalności było organizatorem licznych koncertów, spotkań i wykładów poświęcone kulturze muzycznej zarówno w Toruniu, jak i na Pomorzu.

## Historia
Pomorskie Towarzystwo Muzyczne powołano do życia 7 kwietnia 1921 roku z inicjatywy Konfraterni Artystów. Pierwszym prezesem Towarzystwa został Stanisław Woyda, dyrektorem artystycznym skrzypek Adam Kuryłło.
Początkowymi celami Towarzystwa były zjednoczenie zawodowych muzyków i miłośników muzyki oraz popularyzacja kultury muzycznej na Pomorzu. Po uchwaleniu nowego statutu w 1937 roku Towarzystwo zaczęło krzewić i rozwijać kulturę muzyczną w Polsce, propagować muzykę polską poza granicami Polski oraz prowadzić działalność oświatową poprzez zakładanie szkół muzycznych.
Towarzystwo prężnie działało przez pierwsze kilkanaście lat. 1 września 1921 roku przy ulicy Mostowej 6 otwarto Konserwatorium Muzyczne Pomorskiego Towarzystwa Muzycznego. Dyrektorem Konserwatorium został Adam Kuryłło. Okresowe załamanie działalności nastąpiło w latach 30. w wyniku kryzysu gospodarczego, który doprowadził do załamania finansów Towarzystwa. Dzięki wsparciu kuratora Towarzystwa Alojzego Hermana udało się ustabilizować wydatki i rozszerzyć działalność Towarzystwa. Od 1 stycznia 1936 roku do 1939 roku prezesem Konserwatorium został Piotr Perkowski. Na przestrzeni lat z Konserwatorium współpracowali: pianiści Irena Kurpisz-Stefanowa i Henryk Sztompka, skrzypkowie Stefan Januczukowicz i Jerzy Stefan, wiolonczeliści Kazimierz Blaschke i Tadeusz Kowalski, flecista Feliks Tomaszewski, śpiewaczki Emma Bartelmusowa i Maria Sarjusz-Wikoszewska, kompozytor Zygmunt Moczyński, dyrygenci Zygmunt Grabowski, Lucjan Guttry, Zofia Godlewska.
W 1937 roku Towarzystwo założyło swoje oddziały w: Chełmnie, Gdyni, Grudziądzu, Świeciu, Tczewie, Wąbrzeźnie. W kolejnych latach zostały otwarte oddziały w: Brodnicy, Inowrocławiu i Włocławku. Działalność Towarzystwa przerwał wybuch II wojny światowej.
Pomorskie Towarzystwo Muzyczne zostało reaktywowane we wrześniu 1945 roku. Jego pierwszym powojennym prezesem został Zygmunt Chojnicki, po jego rezygnacji Antoni Jóźwiakowski, pełniący wcześniej funkcję wiceprezesa. W tym okresie Towarzystwo brało czynny udział w odbudowie życia muzycznego w mieście. Zaopiekowało się Instytutem Muzycznym w Toruniu (do przekształcenia instytutu w placówkę państwową w 1947 roku) i orkiestrą kameralną Związku Muzyków oraz organizowano koncerty kameralne z prelekcjami. Organizowało koncerty na terenie całego Pomorza.
W 1998 roku Pomorskie Towarzystwo Muzyczne zawiesiło działalność. Pracę wznowiło w 2012 roku.